# ارکادی ویاتکانین
ارکادی ویاتکانین (به انگلیسی: Arkady Vyatchanin) (زادهٔ ۴ آوریل ۱۹۸۴) شناگر اهل روسیه است.